# Henry Blodget

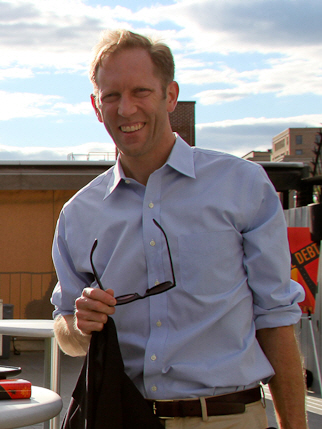
Henry Blodget (2012)

Henry McKelvey Blodget (* 1966) ist US-amerikanischer Wirtschaftsjournalist, Mitgründer der Publikation Business Insider und war Wertpapieranalyst.

## Leben
Blodget wuchs in Manhattan auf. Dann besuchte er die Yale University, wo er als Bachelor abschloss. Anschließend war er als freischaffender Journalist tätig und schrieb u. a. für Slate. Auch verbrachte er ein Jahr in Japan als Englischlehrer.

### Wertschriftenanalyst
Sein Einstieg in die Finanzwelt erfolgte 1994 bei Prudential Securities in einem Ausbildungsprogramm. Es folgte ein Einsatz bei der kanadischen Investmentbank CIBC Oppenheimer als Internet-Analyst. Dann wechselte er 1999 zu Merrill Lynch, wo er als Senior-Analyst im Sektor Internet / Electronic Commerce tätig wurde. Schon im folgenden Jahr wurde er als bester Analyst im Sektor Internet Software and Services bewertet. Seine frühzeitige Empfehlung von Amazon verhalf ihm u. a. zu dieser Bewertung. Wie andere Sell-side-Analysten verfasste Blodget während der Dotcom-Blase oft zu vorteilhafte Studien über Wachstumsfirmen, an welchen bankinterne Interessen bestanden wie z. B. bevorstehender Börsengang, weitere Aktienemission, Kredite, bevorstehende Übernahme, sein Arbeitgeber als Market-Maker. Es bestanden Interessenkonflikte. Dank seiner Einstufung als Mitglied des All-Star Analyst-Teams durch Institutional Investors hatte er bedeutenden Einfluss. Sein Arbeitgeber Merrill Lynch anerkannte dies durch hohe Entlöhnung. Sein Einkommen war 1999 drei Millionen US-Dollar und wuchs auf 12 Millionen in 2001 dank einer Abfindung beim Ausscheiden aus der Bank. Nach dem Platzen der Internetblase wurden viele Finanzanalysten durch Anleger massiv kritisiert, so auch Mary Meeker und Blodget. Generalstaatsanwalt Eliot Spitzer des Bundesstaates New York leitete Ermittlungen ein, insbesondere gegen Merrill Lynch. Es stellte sich heraus, dass Blodget sieben analysierte Unternehmen in seinen Berichten für Bankkunden hochgejubelt, bankintern jedoch in E-Mails eine negative Einschätzung gemacht hatte. Deswegen wurde er 2003 zur Bezahlung einer hohen Busse gezwungen und von der US-Börsenaufsicht SEC mit einer lebenslangen Sperre für Anstellungen im Finanzbereich belegt.

### Wirtschaftsjournalist
Trotz dem von der SEC verhängten Berufsverbot gelang es Blodget, eine zweite Karriere aufzubauen. Dafür schloss er an seine frühere Tätigkeit als Journalist an. Er gründete 2007 zusammen mit Kevin P. Ryandie und Dwight Merriman die Online-Veröffentlichung Business Insider. Blodget wurde deren Geschäftsführer und Chefredaktor. Dieses Unternehmen wuchs und fand Geldgeber für den Weiterausbau wie den Amazon-Gründer Jeff Bezos. Im August 2011 verbreitete Blodget eine Meldung über einen vermutlich enormen zusätzlichen Kapitalbedarf der Bank of America von bis zu 200 Milliarden US-Dollar, was zu einem Absturz des Aktienkurses dieser Großbank führte. Dies zeigte, dass Blodget noch immer einen großen Einfluss an der Wall Street hatte. Es gab sogar den Begriff «to blodget» eine Aktie. Damit meinte man, dass pessimistische Äußerungen von Analysten sich in eine selbst erfüllende Prophezeiung verwandeln können. Blodget äußerte sich 2011 auch kritisch zu neuen Übertreibungen im Internetsektor, so zur Bewertung von Facebook. Axel Springer SE übernahm Business Insider 2015 für rund 450 Millionen US-Dollar und behielt Blodget als Unternehmensleiter bei. Bereits 2020 zählte das nur online operierende und nun Insider, Inc. genannte Publikationsorgan 500 Angestellte und 375 Millionen monatlich aktive Leser.

## Veröffentlichung (Buch)
- The Wall Street Self-Defense Manual: A Consumer's Guide to Intelligent Investing. Atlas Books, 2007 (englisch). ISBN 0-9777433-2-2 Buchzusammenfassung durch Autor (englisch)
- Selbstverteidigung für Anleger. Kulmbach: Börsenmedien, 2008 (Übersetzung auf Deutsch)